# Menjamel de collar
El menjamel de collar (Cissomela pectoralis) és un menjamel, un ocell de la família dels melifàgids (Meliphagidae) i única espècie del gènere Cissomela.

## Descripció
- Petit menjamel que fa 11,5 – 13,5 cm de llarg. Acusat dimorfisme sexual.
- Mascle amb parts inferiors blanques i superiors negres. Galtes negres. Una collar negre separa el blanc de la gola i del pit.
- Femella amb colors molt menys contrastats.

## Hàbitat i distribució
Habita les zones boscoses del nord d'Austràlia, des del nord-est d'Austràlia Occidental, cap a l'est, a través de nord del Territori del Nord fins al nord de Queensland.

## Taxonomia
Era inclòs en el gènere Certhionyx fins als treballs de Driskell et Christidis 2004, Christidis et Boles 2008 que propiciaren la inclusió al monoespecífic gènere Cissomela.